# تونی بوت
تونی بوت (انگلیسی: Tony Booth; ۹ اکتبر ۱۹۳۱ – ۲۵ سپتامبر ۲۰۱۷) یک هنرپیشه اهل بریتانیا بود. وی بین سال‌های ۱۹۶۰ تا ۲۰۱۰ میلادی فعالیت می‌کرد.
از فیلم‌ها یا برنامه‌های تلویزیونی که وی در آن نقش داشته‌است می‌توان به برانیگان و اتاق ال شکل اشاره کرد.